# Lecane quadridentata
Lecane quadridentata är en hjuldjursart som först beskrevs av Ehrenberg 1830.  Lecane quadridentata ingår i släktet Lecane och familjen Lecanidae. Inga underarter finns listade i Catalogue of Life.